# Нейропсихология
Нейропсихология — междисциплинарное научное направление, лежащее на стыке психологии и нейронауки, нацелена на понимание связи структуры и функционирования головного мозга с психическими процессами и поведением живых существ. 
Термин нейропсихология применяется как к исследованиям с повреждениями у животных, так и к работам, базирующимся на изучении электрической активности отдельных клеток (или групп клеток) у высших приматов (в том числе, существуют исследования человека в данном контексте).
Нейропсихология применяет научный метод и рассматривает отдельные психические процессы как процессы обработки информации. Данная концепция пришла из когнитивной психологии и когнитивной науки.
Это одна из самых эклектичных дисциплин психологии, пересекающаяся с исследованиями в области философии (особенно философии сознания), нейробиологии, психиатрии и информатики (особенно, в создании и изучении искусственных нейронных сетей).
На практике нейропсихологи в основном работают в научно-исследовательских организациях и в организациях, занятых клиническими исследованиями, специализированных клиниках (направление — клиническая нейропсихология), судебных и следственных учреждениях (часто занимаются судебной экспертизой в судебных процессах) или индустрии (часто как консультанты в организациях, где нейропсихологические знания важны и применяются при разработке продукции).

## Задачи
1. Установление закономерностей функционирования мозга при взаимодействии организма с внешней и внутренней средой.
2. Нейропсихологический анализ локальных повреждений мозга.
3. Диагностика функционального состояния мозга и отдельных его структур.

## Подходы
Экспериментальная нейрофизиология — подход, использующий методы экспериментальной физиологии для исследования связей между функционированием и строением нервной системы и когнитивными функциями. Бо́льшая часть исследований проводится при изучении поведения здорового человека в лаборатории, однако часть исследований ведётся в экспериментах на животных. Преимущество экспериментов с участием человека в том, что можно использовать специфические функции нервной системы человека для исследования связей между нейроанатомией и психологическими функциями.
Клиническая нейрофизиология — применение нейрофизиологического знания для оценки (см. нейрофизиологический тест), управления и реабилитации людей, страдающих от болезни или травмы (особенно травмы мозга), которая вызвала повреждение когнитивных функций человека. В частности, этот подход дает физиологическую точку зрения на лечение таких больных, на то как заболевание и/или травма влияет на психологию человека и как психологические воздействия может повлиять на течение болезни. Клинические нейрофизиологи обычно работают в лечебных учреждениях.
Коннективизм — использование искусственных нейронных сетей для моделирования когнитивных процессов. Этот подход использует различные упрощенные, но правдоподобные модели функционирования нейронов. Например, для изучения эффектов травм или болезней головного мозга, нейронные сети сначала тренируют для выполнения какой-либо когнитивной задачи, потом вносят изменение, моделирующее травму (болезнь), и сравнивают с данными, полученными на реальном мозге.

## Методы и инструментарий

### Методы нейропсихологии
Рассматривая методические основания нейропсихологии, все многообразие методов, используемых ею как самостоятельной научной дисциплиной, их можно разделить на две группы. К первой следует отнести те методы, с помощью которых были получены основные теоретические знания, а ко второй — методы, которые используются нейропсихологами в практической деятельности.
Что касается первой группы, то здесь выделяют:
- сравнительно-анатомический метод исследования;
- метод раздражения;
- метод разрушения

Сравнительно-анатомический метод исследования позволяет выяснять зависимость способов жизни, поведения животных от особенностей строения их нервной системы. С помощью данного метода были выяснены принципы работы мозга, а также строение коры больших полушарий, но изучить функции тех или иных структур было сложно.
Метод раздражения предполагает анализ особенностей высших психических функций (ВПФ) в результате воздействия на мозг. Поскольку это воздействие можно оказывать по-разному, выделяют прямое раздражение, непрямое раздражение и раздражение отдельных нейронов. Первое предполагает непосредственное воздействие на отдельные участки коры с помощью электрического тока или механически. В 1871 г. Фрич и Гитцик таким образом выделили моторные зоны у собак, Ч. Шерингтон (1903) провел опыты на обезьянах, В. Пенфилд впервые использовал данный метод на человеке (1945). Однако непосредственное воздействие на мозг имеет ряд ограничений, особенно в отношении человека. Поэтому возникла потребность в более естественном методе изучения функций головного мозга — непрямом раздражении или непрямой стимуляции коры. Этот метод предполагает выявление изменения электрической активности тех или иных участков мозга в результате воздействия тех или иных естественных факторов. Наиболее распространен метод вызванных потенциалов, когда в ответ на определенное внешнее воздействие регистрируют изменения ритмов в спектре электроэнцефалограммы.
Дальнейшее развитие экспериментальной нейрофизиологии позволило перейти к более тонкому анализу — изучению активности отдельных нейронов, что стало возможным в результате применения микроэлектродов, которые могут быть вживлены в отдельный нейрон. Однако основную роль в становлении нейропсихологии как науки о мозговых механизмах психических процессов сыграл метод разрушения (или выключения). Этот метод предполагает разрушение определенной области мозга животного и наблюдение за особенностями его поведения. Что касается человека, то метод заключается в наблюдении над больным после нейрохирургических операций или ранений в область мозга. Можно выделить необратимые разрушения (хирургическое удаление тех или иных участков мозга, метод перерезки комиссур мозга, предложенный Р. Сперри) и обратимые нарушения работы отдельных участков мозга. Обратимые нарушения связаны с временным отключением отдельного участка мозга с последующим восстановлением функций: охлаждение ниже 25 градусов приводит к прекращению активности нейронов, метод Вада, предполагающий введение в сонную артерию специального препарата и отключение соответствующего полушария мозга. Сейчас всё более активно используется такой щадящий метод обратимого влияния на мозговую деятельность, как транскраниальная магнитная стимуляция.
Все вышеперечисленные методы позволили получить основные данные, которые и легли в основу нейропсихологии, поэтому их можно отнести скорее к научным методам исследования. В практической деятельности нейропсихологов используется предложенный А. Р. Лурия метод синдромного анализа, или, иначе, «батарея Луриевских методов». А. Р. Лурия отобрал ряд тестов, объединенных в батарею, которая позволяет оценить состояние всех основных ВПФ (по их параметрам). Эти методики адресованы ко всем мозговым структурам, обеспечивающим эти параметры, что и позволяет определить зону поражения мозга. Изменение сложности задач и темпа их предъявления дает возможность с большой точностью выявить тонкие формы нарушения (поставить топический диагноз). Предложенный метод основан на системном подходе к анализу нарушений функции и качественном анализе дефекта и представляет собой набор специальных проб, адресующихся к различным познавательным процессам, произвольным движениям и действиям.
Данные методы, являясь основным инструментом клинической нейропсихологической диагностики, направлены на изучение различных познавательных процессов и личностных характеристик больного — речи, мышления, письма и счета, памяти. Специальную область применения нейропсихологических методов составляет проблема школьной дезадаптации. С помощью метода синдромного анализа можно определить наличие или отсутствие мозговых дисфункций у детей с трудностями обучения, раскрыть механизмы, лежащие в основе этих затруднений, и понять первичный дефект, определивший их возникновение.

### Инструментарий нейропсихологии
- Компьютерная томография (КТ);
- Магнитно-резонансная томография (МРТ);
- Функциональная магнитно-резонансная томография (фМРТ);
- Позитронно-эмиссионная томография (ПЭТ);
- Электроэнцефалография (ЭЭГ).

## Учёные, внёсшие большой вклад в нейропсихологию
- Александр Романович Лурия — основатель отечественной нейропсихологии;
- Борис Митрофанович Величковский — профессор нейропсихологии (1990, Билефельдский университет, ФРГ);
- Дональд Хебб — канадский физиолог, один из создателей теории искусственных нейронных сетей.
- Цветкова Любовь Семёновна — советский и российский психолог, специалист в области нейропсихологии.

## Для дальнейшего чтения
- Arnold, M.B. (1984). Memory and the Brain. Hillsdale, New Jersey: Lawrence Erlbaum Associates.
- Attix, D.K. & Welsh-Bohmer, K.A. (2006). Geriatric Neuropsychology. The Guilford Press: New York.
- Beaumont, J.G.(1983). Introduction to Neuropsychology. Guilford Publications Inc. ISBN 0-89862-515-7
- Beamont, J. G., Kenealy, P.M., & Rogers, M.J.C. (1999). The Blackwell Dictionary of Neuropsychology. Malden, Massachusetts,Blackwell Publishers.
- Cabeza, R. & Kingstone, A. (eds.) (2001) Handbook of Functional Neuroimaging and Cognition. Cambridge, Massachusetts: MIT Press.
- Christensen, A-L. (1975) Luria’s Neuropsychological Investigation. New York: Spectrum Publications.
- David, A.S. et al. (eds.) (1997). The Neuropsychology of Schizophrenia: Brain Damage, Behaviour, and Cognition Series, East Sussex,UK, Psychology Press.
- Hannay, H.J. (1986). Experimental Techniques in Human Neuropsychology. New York: Oxford University Press.
- Hartlage, L.C. & Telzrow, C.F. (1985) The Neuropsychology of Individual Differences. New York: Plenum Press.
- Kertesz, A. (ed.) (1994). Localization and Neuroimaging in Neuropsychology. Academic Press: New York.
- Kolb, B., & Wishaw, I.Q. (2003). Fundamentals of Human Neuropsychology (5th edition). Freeman. ISBN 0-7167-5300-6
- Levin, H.S., Eisenberg, H.M. & Benton, A.L. (1991) Frontal Lobe Function and Dysfunction. New York: Oxford University Press.
- Lezak, M.D., Howieson, D.B., & Loring, D.W. (2004). Neuropsychological Assessment (4th ed.). New York: Oxford University Press.
- Loring, D.W. (ed.) (1999). INS Dictionary of Neuropsychology. New York: Oxford University Press.
- Llinas, R (2001) «I of the Vortex». Boston, MIT Press.
- Luria, A. R. (1973). The Working Brain: An Introduction to Neuropsychology.
- Luria, A.R. (1976). Cognitive Development: Its Cultural and Social Foundations. Cambridge, Massachusetts: Harvard University Press
- Luria, A.R. (1979). The Making of Mind: A Personal Account of Soviet Psychology. Cambridge, Massachusetts: Harvard University Press
- Luria, A.R. (1980). Higher Cortical Functions in Man. New York: Basic Books.
- Luria, A.R. (1982). Language and Cognition. New York: John Wiley & Sons.
- Luria, A.R. (1987). The Mind of a Mnemonist. Cambridge, Massachusetts: Harvard University Press.
- Luria, A.R. & Tsvetkova, L.S. (1990) The Neuropsychological Analysis of Problem Solving. Orlando: Paul M. Deutsch Press.
- McCarthy, R.A. & Warrington, E.K. (1990). Cognitive Neuropsychology: A Clinical Introduction. New York: Academic Press.
- Mesulam, M-M. (2000). Principles of Behavioral and Cognitive Neurology — 2nd Ed. New York: Oxford University Press.
- Miller, B.L. & Cummings, J.L. (1999) The Human Frontal Lobes. New York: The Guilford Press.
- Rains, G.D. (2002). Principles of Human Neuropsychology. Boston: McGraw-Hill.
- Shyrochyn, V.P. Arhitectonics of Thinking: The Conception of Human Brain Organization as Multiprocessing System :  [англ.] / V.P. Shyrochyn, V.E. Mukhin // Proc. of the 3-rd International Workshop on Artificial Neural Networks and Intelligent Information Processing. ANNIP-2007, Angers, France, INSTICC-Press, Portugal. — Angers, France, 2007. — № 1. — С. 21—29.
- Stuss, D.T. & Knight, R.T. (eds.) (2002) Principles of Frontal Lobe Function. New York: Oxford University Press.
- Tarter, R.E., Van Thiel, D.H. & Edwards, K.L. (1988) Medical Neuropsychology: The Impact of Disease on Behavior. New York: Plenum Press.
- Heilbronner, R.L. (2005) Forensic Neuropsychology Casebook. New York, London. The Guilford Press.